# Bărăști (Fehér megye)
Bărăști falu Romániában, Erdélyben, Fehér megyében.

## Fekvése
Cionești mellett fekvő település.

## Története
Bărăşti korábban Cionești része volt, 1956 táján vált külön településsé, ekkor 335 lakosa volt.
1966-ban 318, 1977-ben 295, 1992-ben 209, 2002-ben 159 lakosa volt.